# R.E.M./Diskografie
Diese Diskografie ist eine Übersicht über die musikalischen Werke der US-amerikanischen Rockband R.E.M.. Den Quellenangaben zufolge hat sie mehr als 85 Millionen Tonträger verkauft, damit zählt sie zu den Interpreten mit den meisten verkauften Tonträgern weltweit. Ihre erfolgreichste Veröffentlichung ist das Album Out of Time mit über 18 Millionen verkauften Einheiten.

## Alben

### Studioalben
| Jahr | Titel Musiklabel                                    | Höchstplatzierung, Gesamtwochen, AuszeichnungChartplatzierungen (Jahr, Titel, Musiklabel, Platzierungen, Wochen, Auszeichnungen, Anmerkungen) | Höchstplatzierung, Gesamtwochen, AuszeichnungChartplatzierungen (Jahr, Titel, Musiklabel, Platzierungen, Wochen, Auszeichnungen, Anmerkungen) | Höchstplatzierung, Gesamtwochen, AuszeichnungChartplatzierungen (Jahr, Titel, Musiklabel, Platzierungen, Wochen, Auszeichnungen, Anmerkungen) | Höchstplatzierung, Gesamtwochen, AuszeichnungChartplatzierungen (Jahr, Titel, Musiklabel, Platzierungen, Wochen, Auszeichnungen, Anmerkungen) | Höchstplatzierung, Gesamtwochen, AuszeichnungChartplatzierungen (Jahr, Titel, Musiklabel, Platzierungen, Wochen, Auszeichnungen, Anmerkungen) | Anmerkungen |
| Jahr | Titel Musiklabel                                    | DE | AT | CH | UK | US | Anmerkungen |
| ---- | --------------------------------------------------- | --- | --- | --- | --- | --- | --- |
| 1983 | Murmur I.R.S. Records (A&M)                         | — | — | — | UK100 Gold · (1 Wo.)UK | US36 Gold · (30 Wo.)US | Erstveröffentlichung: 12. April 1983 Platz 197 der Rolling-Stone-500 in UK erst 1994 in den Charts Verkäufe: + 600.000 |
| 1984 | Reckoning I.R.S. Records (A&M)                      | — | — | — | UK91 Silber · (2 Wo.)UK | US27 Gold · (53 Wo.)US | Erstveröffentlichung: 9. April 1984 Verkäufe: + 560.000                                                                |
| 1985 | Fables of the Reconstruction I.R.S. Records (MCA)   | — | — | — | UK35 (5 Wo.)UK | US28 Gold · (42 Wo.)US | Erstveröffentlichung: 10. Juni 1985 Verkäufe: + 500.000                                                                |
| 1986 | Lifes Rich Pageant I.R.S. Records (MCA)             | — | — | — | UK43 Silber · (4 Wo.)UK | US21 Gold · (32 Wo.)US | Erstveröffentlichung: 28. Juli 1986 Verkäufe: + 660.000                                                                |
| 1987 | Document I.R.S. Records (MCA)                       | — | — | — | UK28 Gold · (5 Wo.)UK | US10 Platin · (33 Wo.)US | Erstveröffentlichung: 1. September 1987 Platz 470 der Rolling-Stone-500 Verkäufe: + 1.210.000                          |
| 1988 | Green Warner Bros. Records (WMG)                    | — | — | — | UK27 Platin · (27 Wo.)UK | US12 ×2Doppelplatin · (40 Wo.)US | Erstveröffentlichung: 8. November 1988 Verkäufe: + 2.625.000                                                           |
| 1991 | Out of Time Warner Bros. Records (WMG)              | DE2 ×5Fünffachgold · (67 Wo.)DE | AT1 (32 Wo.)AT | CH3 ×2Doppelplatin · (50 Wo.)CH | UK1 ×5Fünffachplatin · (212 Wo.)UK | US1 ×4Vierfachplatin · (109 Wo.)US | Erstveröffentlichung: 8. März 1991 Grammy (Alternative-Album) Verkäufe: + 18.000.000                                   |
| 1992 | Automatic for the People Warner Bros. Records (WMG) | DE2 ×5Fünffachgold · (64 Wo.)DE | AT3 ×2Doppelplatin · (37 Wo.)AT | CH3 ×2Doppelplatin · (37 Wo.)CH | UK1 ×8Achtfachplatin · (245 Wo.)UK | US2 ×4Vierfachplatin · (76 Wo.)US | Erstveröffentlichung: 5. Oktober 1992 Platz 247 der Rolling-Stone-500 Verkäufe: + 9.940.000                            |
| 1994 | Monster Warner Bros. Records (WMG)                  | DE2 Platin · (44 Wo.)DE | AT1 Platin · (22 Wo.)AT | CH1 Platin · (31 Wo.)CH | UK1 ×3Dreifachplatin · (64 Wo.)UK | US1 ×4Vierfachplatin · (54 Wo.)US | Erstveröffentlichung: 23. September 1994 Verkäufe: + 7.221.125                                                         |
| 1996 | New Adventures in Hi-Fi Warner Bros. Records (WMG)  | DE1 Gold · (26 Wo.)DE | AT1 Gold · (16 Wo.)AT | CH1 Gold · (14 Wo.)CH | UK1 Platin · (23 Wo.)UK | US2 Platin · (22 Wo.)US | Erstveröffentlichung: 9. September 1996 Verkäufe: + 2.250.000                                                          |
| 1998 | Up Warner Bros. Records (WMG)                       | DE1 (23 Wo.)DE | AT1 Gold · (16 Wo.)AT | CH7 Gold · (10 Wo.)CH | UK2 Platin · (32 Wo.)UK | US3 Gold · (16 Wo.)US | Erstveröffentlichung: 27. Oktober 1998 Verkäufe: + 1.542.500                                                           |
| 2001 | Reveal Warner Bros. Records (WMG)                   | DE1 Gold · (21 Wo.)DE | AT1 Gold · (17 Wo.)AT | CH1 Platin · (20 Wo.)CH | UK1 Platin · (16 Wo.)UK | US6 Gold · (10 Wo.)US | Erstveröffentlichung: 15. Mai 2001 Verkäufe: + 1.592.500                                                               |
| 2004 | Around the Sun Warner Bros. Records (WMG)           | DE1 Gold · (37 Wo.)DE | AT1 Gold · (22 Wo.)AT | CH1 Platin · (24 Wo.)CH | UK1 Gold · (13 Wo.)UK | US13 (7 Wo.)US | Erstveröffentlichung: 5. Oktober 2004 Verkäufe: + 1.035.000                                                            |
| 2008 | Accelerate Warner Bros. Records (WMG)               | DE2 Gold · (23 Wo.)DE | AT2 Gold · (15 Wo.)AT | CH1 Platin · (22 Wo.)CH | UK1 Gold · (11 Wo.)UK | US2 (18 Wo.)US | Erstveröffentlichung: 1. April 2008 Verkäufe: + 342.500                                                                |
| 2011 | Collapse into Now Warner Bros. Records (WMG)        | DE1 (13 Wo.)DE | AT2 (10 Wo.)AT | CH1 (12 Wo.)CH | UK5 Silber · (7 Wo.)UK | US5 (7 Wo.)US | Erstveröffentlichung: 4. März 2011 Verkäufe: + 90.000                                                                  |

### Livealben
| Jahr | Titel Musiklabel                                                 | Höchstplatzierung, Gesamtwochen, AuszeichnungChartplatzierungen (Jahr, Titel, Musiklabel, Platzierungen, Wochen, Auszeichnungen, Anmerkungen) | Höchstplatzierung, Gesamtwochen, AuszeichnungChartplatzierungen (Jahr, Titel, Musiklabel, Platzierungen, Wochen, Auszeichnungen, Anmerkungen) | Höchstplatzierung, Gesamtwochen, AuszeichnungChartplatzierungen (Jahr, Titel, Musiklabel, Platzierungen, Wochen, Auszeichnungen, Anmerkungen) | Höchstplatzierung, Gesamtwochen, AuszeichnungChartplatzierungen (Jahr, Titel, Musiklabel, Platzierungen, Wochen, Auszeichnungen, Anmerkungen) | Höchstplatzierung, Gesamtwochen, AuszeichnungChartplatzierungen (Jahr, Titel, Musiklabel, Platzierungen, Wochen, Auszeichnungen, Anmerkungen) | Anmerkungen |
| Jahr | Titel Musiklabel                                                 | DE | AT | CH | UK | US | Anmerkungen |
| ---- | ---------------------------------------------------------------- | --- | --- | --- | --- | --- | --- |
| 2007 | R.E.M. Live Warner Bros. Records (WMG)                           | DE8 (6 Wo.)DE | AT12 (5 Wo.)AT | CH16 (5 Wo.)CH | UK12 (4 Wo.)UK | US72 (2 Wo.)US | Erstveröffentlichung: 16. Oktober 2007 aufgenommen im Februar 2005 im Point Theatre in Dublin Verkäufe: + 22.500                                                        |
| 2009 | R.E.M. Live at the Olympia: In Dublin Warner Bros. Records (WMG) | DE53 (1 Wo.)DE | AT43 (2 Wo.)AT | CH80 (1 Wo.)CH | UK68 (1 Wo.)UK | US95 (2 Wo.)US | Erstveröffentlichung: 2009 Doppelalbum, aufgenommen im Juni/Juli 2007 im Olympia Theatre Dublin                                                                         |
| 2018 | Live at the BBC Warner Bros. Records (WMG)                       | DE23 (1 Wo.)DE | AT60 (1 Wo.)AT | CH94 (1 Wo.)CH | UK40 (1 Wo.)UK | — | Erstveröffentlichung: 19. Oktober 2018 |
| 2019 | Live at the Borderline 1991 Craft Records (UMG)                  | — | — | — | UK100 (1 Wo.)UK | — | Erstveröffentlichung: 13. April 2019 im März 1991 traten R.E.M. heimlich unter dem Bandnamen Bingo Hand Job zweimal in London auf Veröffentlichung zum Record Store Day |

### Kompilationen
| Jahr | Titel Musiklabel                                                                      | Höchstplatzierung, Gesamtwochen, AuszeichnungChartplatzierungen (Jahr, Titel, Musiklabel, Platzierungen, Wochen, Auszeichnungen, Anmerkungen) | Höchstplatzierung, Gesamtwochen, AuszeichnungChartplatzierungen (Jahr, Titel, Musiklabel, Platzierungen, Wochen, Auszeichnungen, Anmerkungen) | Höchstplatzierung, Gesamtwochen, AuszeichnungChartplatzierungen (Jahr, Titel, Musiklabel, Platzierungen, Wochen, Auszeichnungen, Anmerkungen) | Höchstplatzierung, Gesamtwochen, AuszeichnungChartplatzierungen (Jahr, Titel, Musiklabel, Platzierungen, Wochen, Auszeichnungen, Anmerkungen) | Höchstplatzierung, Gesamtwochen, AuszeichnungChartplatzierungen (Jahr, Titel, Musiklabel, Platzierungen, Wochen, Auszeichnungen, Anmerkungen) | Anmerkungen                                                              |
| Jahr | Titel Musiklabel                                                                      | DE | AT | CH | UK | US | Anmerkungen                                                              |
| ---- | ------------------------------------------------------------------------------------- | --- | --- | --- | --- | --- | ------------------------------------------------------------------------ |
| 1987 | Dead Letter Office I.R.S. Records (A&M)                                               | — | — | — | UK60 (2 Wo.)UK | US52 (14 Wo.)US | Erstveröffentlichung: 27. April 1987 Sammlung von B-Seiten und Raritäten |
| 1988 | Eponymous I.R.S. Records (MCA)                                                        | — | — | — | UK69 Silber · (3 Wo.)UK | US44 (19 Wo.)US | Erstveröffentlichung: 17. Oktober 1988 Verkäufe: + 60.000                |
| 1991 | The Best of R.E.M. I.R.S. Records (MCA)                                               | DE23 Gold · (17 Wo.)DE | AT22 Gold · (11 Wo.)AT | CH27 (4 Wo.)CH | UK7 Gold · (38 Wo.)UK | — | Erstveröffentlichung: 30. September 1991 Verkäufe: + 410.000             |
| 1994 | R.E.M.: Singles Collected I.R.S. Records (EMI)                                        | — | — | — | — | — | Erstveröffentlichung: 1994                                               |
| 1997 | R.E.M.: In the Attic I.R.S. Records (MCA)                                             | — | — | — | — | US185 (1 Wo.)US | Erstveröffentlichung: 7. Oktober 1997                                    |
| 2003 | In Time – The Best of R.E.M. 1988–2003 Warner Bros. Records (WMG)                     | DE1 ×2Doppelplatin · (26 Wo.)DE | AT1 Platin · (26 Wo.)AT | CH1 Platin · (23 Wo.)CH | UK1 ×5Fünffachplatin · (89 Wo.)UK | US8 Platin · (17 Wo.)US | Erstveröffentlichung: 28. Oktober 2003 Verkäufe: + 4.390.000             |
| 2006 | And I Feel Fine … The Best of the I.R.S. Years 1982–1987 Capitol Records (EMI)        | DE80 (1 Wo.)DE | — | — | UK70 (1 Wo.)UK | US116 (1 Wo.)US | Erstveröffentlichung: 11. September 2006                                 |
| 2011 | Part Lies, Part Heart, Part Truth, Part Garbage: 1982–2011 Warner Bros. Records (WMG) | DE15 (3 Wo.)DE | AT20 (5 Wo.)AT | CH17 (3 Wo.)CH | UK19 Gold · (8 Wo.)UK | US55 (2 Wo.)US | Erstveröffentlichung: 15. November 2011 Verkäufe: + 130.000              |
| 2014 | Unplugged 1991/2001 – The Complete Sessions Rhino Records (WMG)                       | DE28 (2 Wo.)DE | AT33 (1 Wo.)AT | CH56 (1 Wo.)CH | UK22 (2 Wo.)UK | US21 (1 Wo.)US | Erstveröffentlichung: 19. April 2014                                     |

### EPs
| Jahr | Titel Musiklabel                                            | Anmerkungen                           |
| ---- | ----------------------------------------------------------- | ------------------------------------- |
| 1982 | Chronic Town I.R.S. Records (A&M)                           | Erstveröffentlichung: 24. August 1982 |
| 2009 | Reckoning Songs from the Olympia Warner Bros. Records (WMG) | Erstveröffentlichung: 5. Juli 2009    |

## Singles
| Jahr | Titel Album                                                                                               | Höchstplatzierung, Gesamtwochen, AuszeichnungChartplatzierungen (Jahr, Titel, Album, Platzierungen, Wochen, Auszeichnungen, Anmerkungen) | Höchstplatzierung, Gesamtwochen, AuszeichnungChartplatzierungen (Jahr, Titel, Album, Platzierungen, Wochen, Auszeichnungen, Anmerkungen) | Höchstplatzierung, Gesamtwochen, AuszeichnungChartplatzierungen (Jahr, Titel, Album, Platzierungen, Wochen, Auszeichnungen, Anmerkungen) | Höchstplatzierung, Gesamtwochen, AuszeichnungChartplatzierungen (Jahr, Titel, Album, Platzierungen, Wochen, Auszeichnungen, Anmerkungen) | Höchstplatzierung, Gesamtwochen, AuszeichnungChartplatzierungen (Jahr, Titel, Album, Platzierungen, Wochen, Auszeichnungen, Anmerkungen) | Anmerkungen |
| Jahr | Titel Album                                                                                               | DE | AT | CH | UK | US | Anmerkungen |
| ---- | --- | --- | --- | --- | --- | --- | --- |
| 1981 | Radio Free Europe Murmur                                                                                  | — | — | — | — | US78 (5 Wo.)US | Erstveröffentlichung: 8. Juli 1981 Rock and Roll Hall of Fame, Platz 379 der Rolling-Stone-500                                     |
| 1983 | Talk About the Passion Murmur                                                                             | — | — | — | — | — | Erstveröffentlichung: November 1983                                                                                                |
| 1984 | So. Central Rain (I’m Sorry) Reckoning                                                                    | — | — | — | — | US85 (6 Wo.)US | Erstveröffentlichung: März 1984 |
| 1984 | (Don’t Go Back To) Rockville Reckoning                                                                    | — | — | — | — | — | Erstveröffentlichung: Juni 1984 |
| 1985 | Can’t Get There from Here Fables of the Reconstruction                                                    | — | — | — | — | — | Erstveröffentlichung: Juli 1985 |
| 1985 | Driver 8 Fables of the Reconstruction                                                                     | — | — | — | — | — | Erstveröffentlichung: September 1985                                                                                               |
| 1985 | Wendell Gee Fables of the Reconstruction                                                                  | — | — | — | UK91 (1 Wo.)UK | — | Erstveröffentlichung: Oktober 1985                                                                                                 |
| 1986 | Fall on Me Lifes Rich Pageant                                                                             | — | — | — | — | US94 (3 Wo.)US | Erstveröffentlichung: 18. August 1986                                                                                              |
| 1986 | Superman Lifes Rich Pageant                                                                               | — | — | — | — | — | Erstveröffentlichung: November 1986                                                                                                |
| 1987 | The One I Love Document                                                                                   | DE81 (6 Wo.)DE | — | — | UK16 Silber · (15 Wo.)UK | US9 (20 Wo.)US | Erstveröffentlichung: 3. August 1987 Wiederveröffentlichung: 1991                                                                  |
| 1987 | It’s the End of the World as We Know It (And I Feel Fine) Document                                        | — | — | — | UK87 Gold · (2 Wo.)UK | US39 (4 Wo.)US | Erstveröffentlichung: August 1987 Wiederveröffentlichung: 1991                                                                     |
| 1988 | Finest Worksong Document                                                                                  | — | — | — | UK50 (2 Wo.)UK | — | Erstveröffentlichung: April 1988                                                                                                   |
| 1989 | Stand Green                                                                                               | — | — | — | UK48 (5 Wo.)UK | US6 (19 Wo.)US | Erstveröffentlichung: 2. Januar 1989                                                                                               |
| 1989 | Orange Crush Green                                                                                        | — | — | — | UK28 (5 Wo.)UK | — | Erstveröffentlichung: 18. Februar 1989                                                                                             |
| 1989 | Pop Song 89 Green                                                                                         | — | — | — | — | US86 (4 Wo.)US | Erstveröffentlichung: 12. Mai 1989                                                                                                 |
| 1989 | Get Up Green                                                                                              | — | — | — | — | — | Erstveröffentlichung: 1989 |
| 1991 | Losing My Religion Out of Time                                                                            | DE— PlatinDE | AT6 (17 Wo.)AT | CH11 (9 Wo.)CH | UK19 ×2Doppelplatin · (9 Wo.)UK | US4 Gold + Platin (Digital) · (21 Wo.)US                                                                                                 | Erstveröffentlichung: 19. Februar 1991 Rock and Roll Hall of Fame, Platz 169 der Rolling-Stone-500, Grammys (Popdarbietung, Video) |
| 1991 | Shiny Happy People Out of Time                                                                            | DE10 (25 Wo.)DE | AT14 (10 Wo.)AT | — | UK6 Platin · (11 Wo.)UK | US10 (15 Wo.)US | Erstveröffentlichung: 6. Mai 1991 feat. Kate Pierson                                                                               |
| 1991 | Near Wild Heaven –                                                                                        | DE46 (8 Wo.)DE | — | — | UK27 (4 Wo.)UK | — | Erstveröffentlichung: 5. August 1991                                                                                               |
| 1991 | Radio Song Out of Time                                                                                    | — | — | — | UK28 (3 Wo.)UK | — | Erstveröffentlichung: 4. November 1991                                                                                             |
| 1992 | Drive Automatic for the People                                                                            | DE13 (23 Wo.)DE | AT11 (12 Wo.)AT | CH7 (19 Wo.)CH | UK11 Silber · (5 Wo.)UK | US28 (15 Wo.)US | Erstveröffentlichung: 21. September 1992                                                                                           |
| 1992 | Man on the Moon Automatic for the People                                                                  | DE34 (20 Wo.)DE | AT24 (5 Wo.)AT | — | UK18 Gold · (8 Wo.)UK | US30 (15 Wo.)US | Erstveröffentlichung: 16. November 1992                                                                                            |
| 1993 | The Sidewinder Sleeps Tonite Automatic for the People                                                     | DE61 (6 Wo.)DE | — | — | UK17 (6 Wo.)UK | — | Erstveröffentlichung: 5. Februar 1993                                                                                              |
| 1993 | Everybody Hurts Automatic for the People                                                                  | DE83 (1 Wo.)DE | — | — | UK7 Platin · (14 Wo.)UK | US29 (20 Wo.)US | Erstveröffentlichung: 15. März 1993 Charteinstieg DE: 2012                                                                         |
| 1993 | Nightswimming Automatic for the People                                                                    | DE93 (5 Wo.)DE | — | — | UK27 Silber · (5 Wo.)UK | — | Erstveröffentlichung: 12. Juli 1993                                                                                                |
| 1993 | Find the River Automatic for the People                                                                   | — | — | — | UK54 (1 Wo.)UK | — | Erstveröffentlichung: 21. Oktober 1993                                                                                             |
| 1994 | What’s the Frequency, Kenneth? Monster                                                                    | DE74 (7 Wo.)DE | AT21 (3 Wo.)AT | CH22 (11 Wo.)CH | UK9 Silber · (9 Wo.)UK | US21 (20 Wo.)US | Erstveröffentlichung: 5. September 1994                                                                                            |
| 1994 | Bang and Blame Monster                                                                                    | DE74 (10 Wo.)DE | — | — | UK15 (6 Wo.)UK | US19 (14 Wo.)US | Erstveröffentlichung: 31. Oktober 1994                                                                                             |
| 1995 | Crush with Eyeliner Monster                                                                               | — | — | — | UK23 (4 Wo.)UK | — | Erstveröffentlichung: 26. Januar 1995                                                                                              |
| 1995 | Star 69 Monster                                                                                           | — | — | — | — | US74 (1 Wo.)US | Erstveröffentlichung: 7. März 1995                                                                                                 |
| 1995 | Strange Currencies Monster                                                                                | — | — | — | UK9 (5 Wo.)UK | US47 (15 Wo.)US | Erstveröffentlichung: 18. April 1995                                                                                               |
| 1995 | Tongue Monster                                                                                            | — | — | — | UK13 (5 Wo.)UK | — | Erstveröffentlichung: 17. Juli 1995                                                                                                |
| 1996 | E-Bow the Letter New Adventures in Hi-Fi                                                                  | DE65 (7 Wo.)DE | AT27 (5 Wo.)AT | CH22 (1 Wo.)CH | UK4 (6 Wo.)UK | US49 (9 Wo.)US | Erstveröffentlichung: 16. August 1996 feat. Patti Smith                                                                            |
| 1996 | Bittersweet Me New Adventures in Hi-Fi                                                                    | DE93 (4 Wo.)DE | — | — | UK19 (5 Wo.)UK | US46 (12 Wo.)US | Erstveröffentlichung: 7. Oktober 1996                                                                                              |
| 1996 | Electrolite New Adventures in Hi-Fi                                                                       | DE83 (4 Wo.)DE | — | — | UK29 (2 Wo.)UK | US96 (2 Wo.)US | Erstveröffentlichung: 2. Dezember 1996                                                                                             |
| 1997 | How the West Was Won and Where It Got Us New Adventures in Hi-Fi                                          | — | — | — | — | — | Erstveröffentlichung: 1997 |
| 1998 | Daysleeper Up                                                                                             | DE57 (9 Wo.)DE | AT17 (8 Wo.)AT | CH49 (2 Wo.)CH | UK6 (8 Wo.)UK | US57 (3 Wo.)US | Erstveröffentlichung: 12. Oktober 1998                                                                                             |
| 1998 | Lotus Up                                                                                                  | — | — | — | UK26 (5 Wo.)UK | — | Erstveröffentlichung: 7. Dezember 1998                                                                                             |
| 1999 | At My Most Beautiful Up                                                                                   | — | — | — | UK10 (6 Wo.)UK | — | Erstveröffentlichung: 8. März 1999                                                                                                 |
| 1999 | Suspicion Up                                                                                              | — | — | — | — | — | Erstveröffentlichung: 1. Juli 1999                                                                                                 |
| 1999 | The Great Beyond Man on the Moon (OST)                                                                    | DE56 (6 Wo.)DE | — | CH72 (7 Wo.)CH | UK3 Silber · (12 Wo.)UK | US57 (14 Wo.)US | Erstveröffentlichung: 16. November 1999                                                                                            |
| 2001 | Imitation of Life Reveal                                                                                  | DE35 (9 Wo.)DE | AT19 (11 Wo.)AT | CH27 (16 Wo.)CH | UK6 (13 Wo.)UK | US83 (5 Wo.)US | Erstveröffentlichung: 23. April 2001                                                                                               |
| 2001 | All the Way to Reno (You’re Gonna Be a Star) Reveal                                                       | DE92 (1 Wo.)DE | — | — | UK24 (4 Wo.)UK | — | Erstveröffentlichung: 23. Juli 2001                                                                                                |
| 2001 | I’ll Take the Rain Reveal                                                                                 | — | — | — | UK44 (2 Wo.)UK | — | Erstveröffentlichung: 19. November 2001                                                                                            |
| 2003 | Bad Day In Time: The Best of R.E.M. 1988–2003                                                             | DE39 (6 Wo.)DE | AT45 (5 Wo.)AT | CH39 (6 Wo.)CH | UK8 (9 Wo.)UK | — | Erstveröffentlichung: 10. Oktober 2003                                                                                             |
| 2004 | Animal In Time: The Best of R.E.M. 1988–2003                                                              | — | — | — | UK33 (2 Wo.)UK | — | Erstveröffentlichung: 5. Januar 2004                                                                                               |
| 2004 | Leaving New York Around the Sun                                                                           | DE16 (11 Wo.)DE | AT32 (9 Wo.)AT | CH18 (11 Wo.)CH | UK5 (5 Wo.)UK | — | Erstveröffentlichung: 17. September 2004                                                                                           |
| 2004 | Aftermath Around the Sun                                                                                  | DE78 (9 Wo.)DE | — | — | UK41 (2 Wo.)UK | — | Erstveröffentlichung: 29. November 2004                                                                                            |
| 2005 | Electron Blue Around the Sun                                                                              | — | — | — | UK26 (2 Wo.)UK | — | Erstveröffentlichung: 28. Februar 2005                                                                                             |
| 2005 | Wanderlust Around the Sun                                                                                 | — | — | — | UK27 (2 Wo.)UK | — | Erstveröffentlichung: 11. Juli 2005                                                                                                |
| 2007 | #9 Dream –                                                                                                | — | — | — | — | — | Erstveröffentlichung: 13. Mai 2007                                                                                                 |
| 2008 | Supernatural Superserious Accelerate                                                                      | DE26 (14 Wo.)DE | AT26 (18 Wo.)AT | CH21 (17 Wo.)CH | UK54 (4 Wo.)UK | US85 (1 Wo.)US | Erstveröffentlichung: 11. Februar 2008                                                                                             |
| 2008 | Man-Sized Wreath Accelerate                                                                               | — | — | — | — | — | Erstveröffentlichung: 18. August 2008                                                                                              |
| 2008 | Hollow Man Accelerate                                                                                     | — | — | — | — | — | Erstveröffentlichung: 5. September 2008                                                                                            |
| 2008 | Until the Day Is Done Accelerate                                                                          | — | — | CH49 (2 Wo.)CH | — | — | Erstveröffentlichung: 14. November 2008                                                                                            |
| 2010 | It Happened Today Collapse into Now                                                                       | — | — | — | — | — | Erstveröffentlichung: 20. Dezember 2010                                                                                            |
| 2011 | Mine Smell Like Honey Collapse into Now                                                                   | — | — | — | — | — | Erstveröffentlichung: 18. Januar 2011                                                                                              |
| 2011 | Überlin Collapse into Now                                                                                 | — | — | — | — | — | Erstveröffentlichung: 25. Januar 2011                                                                                              |
| 2011 | Oh My Heart Collapse into Now                                                                             | DE46 (2 Wo.)DE | AT47 (1 Wo.)AT | CH60 (2 Wo.)CH | — | — | Erstveröffentlichung: 1. Februar 2011                                                                                              |
| 2011 | Discoverer Collapse into Now                                                                              | — | — | — | — | — | Erstveröffentlichung: 1. Februar 2011                                                                                              |
| 2011 | We All Go Back to Where We Belong Part Lies, Part Heart, Part Truth, Part Garbage: 1982–2011              | — | — | — | — | — | Erstveröffentlichung: 14. Oktober 2011                                                                                             |
| 2012 | Alligator_Aviator_Autopilot_Antimatter (Remix) Part Lies, Part Heart, Part Truth, Part Garbage: 1982–2011 | — | — | — | — | — | Erstveröffentlichung: 27. März 2012                                                                                                |

## Videoalben
| Jahr | Titel                                                                            | Höchstplatzierung, Gesamtwochen, AuszeichnungChartplatzierungen (Jahr, Titel, Platzierungen, Wochen, Auszeichnungen, Anmerkungen) | Höchstplatzierung, Gesamtwochen, AuszeichnungChartplatzierungen (Jahr, Titel, Platzierungen, Wochen, Auszeichnungen, Anmerkungen) | Höchstplatzierung, Gesamtwochen, AuszeichnungChartplatzierungen (Jahr, Titel, Platzierungen, Wochen, Auszeichnungen, Anmerkungen) | Höchstplatzierung, Gesamtwochen, AuszeichnungChartplatzierungen (Jahr, Titel, Platzierungen, Wochen, Auszeichnungen, Anmerkungen) | Höchstplatzierung, Gesamtwochen, AuszeichnungChartplatzierungen (Jahr, Titel, Platzierungen, Wochen, Auszeichnungen, Anmerkungen) | Anmerkungen                                                                    |
| Jahr | Titel                                                                            | DE | AT | CH | UK | US | Anmerkungen                                                                    |
| ---- | -------------------------------------------------------------------------------- | --- | --- | --- | --- | --- | ------------------------------------------------------------------------------ |
| 1989 | Tourfilm                                                                         | — | — | — | UK31 (1 Wo.)UK | US— GoldUS | Erstveröffentlichung: 1989 Charteinstieg UK: 1996                              |
| 1990 | Pop Screen                                                                       | — | — | — | UK47 (3 Wo.)UK | US— GoldUS | Erstveröffentlichung: 1990 Charteinstieg UK: 1995                              |
| 1991 | This Film Is On                                                                  | — | — | — | UK20 (2 Wo.)UK | US— GoldUS | Erstveröffentlichung: 1991 Charteinstieg UK: 1994                              |
| 1995 | Parallel                                                                         | — | — | — | UK3 Gold · (43 Wo.)UK | — | Erstveröffentlichung: 1995                                                     |
| 1996 | Road Movie                                                                       | — | — | — | UK2 Gold · (41 Wo.)UK | — | Erstveröffentlichung: 1996                                                     |
| 2003 | In View: The Best of R.E.M. 1988–2003                                            | — | — | — | UK1 Platin · (17 Wo.)UK | — | Erstveröffentlichung: 2003                                                     |
| 2004 | Perfect Square                                                                   | DE62 a (2 Wo.)DE | — | — | UK1 (18 Wo.)UK | — | Erstveröffentlichung: 2004 Live-DVD vom Auftritt am 19. Juli 2003 in Wiesbaden |
| 2006 | When the Light Is Mine – The Best of the I.R.S. Years 1982–1987 Video Collection | — | — | — | UK7 (2 Wo.)UK | — | Erstveröffentlichung: 2006                                                     |
| 2009 | Live at the Olympia in Dublin                                                    | — | — | — | — | — | Erstveröffentlichung: 2009                                                     |
| 2010 | R.E.M. – Live from Austin, TX                                                    | — | — | — | UK15 (2 Wo.)UK | — | Erstveröffentlichung: 2010                                                     |

## Boxsets
| Jahr | Titel Musiklabel                                 | Anmerkungen                                                                      |
| ---- | ------------------------------------------------ | -------------------------------------------------------------------------------- |
| 1989 | Singleactiongreen Warner Bros. Records (WMG)     | Erstveröffentlichung: 1989                                                       |
| 1993 | The Automatic Box Warner Bros. Records (WMG)     | Erstveröffentlichung: Dezember 1993                                              |
| 2001 | The R.E.M. Collection Warner Reprise Video (WMG) | Erstveröffentlichung: 2001 Videoalbum-Set: Tourfilm + This Film Is On + Parallel |

## Sonderveröffentlichungen
| Jahr | Titel Musiklabel                            | Anmerkungen                         |
| ---- | ------------------------------------------- | ----------------------------------- |
| 2008 | Live from London Warner Bros. Records (WMG) | Erstveröffentlichung: 26. März 2008 |

## Statistik

### Chartauswertung
|                     | DE     | AT     | CH     | UK     | US     |
| ------------------- | ------ | ------ | ------ | ------ | ------ |
| Nummer-eins-Alben   | DE6DE  | AT7AT  | CH7CH  | UK8UK  | US2US  |
| Top-10-Alben        | DE11DE | AT10AT | CH10CH | UK11UK | US10US |
| Alben in den Charts | DE18DE | AT16AT | CH16CH | UK26UK | US26US |

|                       | DE     | AT     | CH     | UK     | US     |
| --------------------- | ------ | ------ | ------ | ------ | ------ |
| Nummer-eins-Singles   | DE—DE  | AT—AT  | CH—CH  | UK—UK  | US—US  |
| Top-10-Singles        | DE1DE  | AT1AT  | CH1CH  | UK11UK | US4US  |
| Singles in den Charts | DE22DE | AT12AT | CH12CH | UK38UK | US23US |

|                          | DE    | AT    | CH    | UK    | US    |
| ------------------------ | ----- | ----- | ----- | ----- | ----- |
| Nummer-eins-Videoalben   | DE—DE | AT—AT | CH—CH | UK2UK | US—US |
| Top-10-Videoalben        | DE—DE | AT—AT | CH—CH | UK5UK | US—US |
| Videoalben in den Charts | DE—DE | AT—AT | CH—CH | UK9UK | US—US |

### Auszeichnungen für Musikverkäufe
| Land/RegionAuszeichnungen für Musikverkäufe (Land/Region, Auszeichnungen, Verkäufe, Quellen) | Silber       | Gold       | Platin         | Verkäufe     | Quellen |
| -------------------------------------------------------------------------------------------- | ------------ | ---------- | -------------- | ------------ | --- |
| Argentinien (CAPIF)                                                                          | —            | 2× Gold2   | 2× Platin2     | 108.000      | capif.org.ar (Memento vom 6. Juli 2011 im Internet Archive) AR2 (Memento vom 31. Mai 2011 im Internet Archive) |
| Australien (ARIA)                                                                            | —            | 10× Gold10 | 11× Platin11   | 1.092.500    | aria.com.au |
| Belgien (BRMA)                                                                               | —            | 4× Gold4   | 2× Platin2     | 200.000      | ultratop.be |
| Brasilien (PMB)                                                                              | —            | Gold1      | Platin1        | 160.000      | pro-musicabr.org.br                                                                                            |
| Dänemark (IFPI)                                                                              | —            | 4× Gold4   | 11× Platin11   | 450.000      | ifpi.dk |
| Deutschland (BVMI)                                                                           | —            | 8× Gold8   | 8× Platin8     | 4.975.000    | musikindustrie.de                                                                                              |
| Europa (IFPI)                                                                                | —            | —          | 15× Platin15   | (15.000.000) | ifpi.org (Memento vom 1. Januar 2014 im Internet Archive)                                                      |
| Finnland (IFPI)                                                                              | —            | 2× Gold2   | —              | 59.764       | ifpi.fi |
| Frankreich (SNEP)                                                                            | 2× Silber2   | 3× Gold3   | 3× Platin3     | 1.450.000    | infodisc.fr |
| Griechenland (IFPI)                                                                          | —            | —          | Platin1        | 20.000       | Einzelnachweise                                                                                                |
| Irland (IRMA)                                                                                | —            | 3× Gold3   | 7× Platin7     | 127.500      | irishcharts.ie                                                                                                 |
| Italien (FIMI)                                                                               | —            | 6× Gold6   | 10× Platin10   | 1.265.000    | fimi.it |
| Kanada (MC)                                                                                  | —            | Gold1      | 26× Platin26   | 2.650.000    | musiccanada.com                                                                                                |
| Mexiko (AMPROFON)                                                                            | —            | Gold1      | —              | 100.000      | Einzelnachweise                                                                                                |
| Neuseeland (RMNZ)                                                                            | —            | 3× Gold3   | 19× Platin19   | 380.000      | aotearoamusiccharts.co.nz NZ2                                                                                  |
| Niederlande (NVPI)                                                                           | —            | 2× Gold2   | 5× Platin5     | 530.000      | nvpi.nl |
| Norwegen (IFPI)                                                                              | —            | Gold1      | 3× Platin3     | 115.000      | ifpi.no (Memento vom 5. November 2012 im Internet Archive)                                                     |
| Österreich (IFPI)                                                                            | —            | 6× Gold6   | 5× Platin5     | 345.000      | ifpi.at |
| Portugal (AFP)                                                                               | —            | Gold1      | 4× Platin4     | 50.000       | Einzelnachweise                                                                                                |
| Schweden (IFPI)                                                                              | —            | 5× Gold5   | 3× Platin3     | 450.000      | sverigetopplistan.se                                                                                           |
| Schweiz (IFPI)                                                                               | —            | 2× Gold2   | 12× Platin12   | 590.000      | hitparade.ch                                                                                                   |
| Spanien (Promusicae)                                                                         | —            | 6× Gold6   | 14× Platin14   | 1.420.000    | elportaldemusica.es ES2                                                                                        |
| Tschechien (IFPI)                                                                            | —            | —          | —              | 10.000       | Einzelnachweise                                                                                                |
| Vereinigte Staaten (RIAA)                                                                    | —            | 10× Gold10 | 18× Platin18   | 21.650.000   | riaa.com |
| Vereinigtes Königreich (BPI)                                                                 | 9× Silber9   | 12× Gold12 | 30× Platin30   | 12.823.000   | bpi.co.uk |
| Insgesamt                                                                                    | 11× Silber11 | 93× Gold93 | 210× Platin210 |              | |